# Болезнь Фокса — Фордайса
Болезнь Фокса — Фордайса — хроническое заболевание апокринных желез, проявляющееся появлением зудящих кожных высыпаний в подмышечных впадинах, на лобке, вокруг сосков.

## Эпидемиология
Заболевание в основном поражает молодых женщин в возрасте от 13 до 50 лет. Однако, бывают случаи возникновения болезни и в других возрастах.

## Клиническая картина
Высыпания появляются в местах локализации апокриновых потовых желез. На коже появляются шаровидные папулы диаметром 2-3 мм, иногда и более крупные. На поверхности папулы гиперкератичны кератоза. Высыпания имеют слегка красноватый оттенок. Как правило, основная жалоба, с которой обращаются пациенты — интенсивный зуд. При данном заболевании со временем могут появляться кисты, лихенификация и импетигинизация.
Дерматоз имеет хроническое течение. Для заболевание характерно усиление зуда перед менструацией, а также уменьшение во время беременности.

## Диагностика
Диагноз ставится на основании клинических признаков, жалоб. В труднодиагностируемых случаях выполняют гистологическое исследование для верификации диагноза.

## Дифференциальная диагностика
Дифференциальная диагностика проводится со следующими заболеваниями:
- болезнь Дарье — Уайта;
- черный акантоз;
- плоский лишай[4].

## Лечение
Заболевание трудно поддаётся лечению. Местно используют глюкокортикоиды, антибиотики, антисептики. Хороший эффект даёт использование препаратов витамина группы А.